# Effet Dr. Fox
L'effet Dr. Fox réfère à une étude psychologique américaine réalisée au début des années 1970 et publiée dans l'édition de juillet 1973 du Journal of Medical Education,. L'étude se penche sur la relation entre un enseignant et ses étudiants. Elle tend à démontrer que l'évaluation de l'enseignement dépend beaucoup plus de la personnalité du professeur que du contenu du cours.
L'expérience consistait à faire réciter, devant des spécialistes et par un acteur n'ayant aucune expérience dans le domaine, une conférence truquée concernant une discipline particulière. 
Cette étude a été réalisée par John E. Ware, de l'université de médecine Sud-Illinois (Assistant professeur d'éducation médical et de planning de soin de santé), par Donald H. Naftulin de l'université de médecine Sud-Californie (Professeur associé et directeur de la division éducation continue en psychatrie) et par Frank A. Donnelly, professeur de psychologie de la même université.

## Protocole expérimental
Les chercheurs présentent, à un public composé de spécialistes en éducation et en psychologie, le « Dr. Myron L. Fox », un spécialiste de l'application des mathématiques au comportement humain. Ce dernier donne la conférence suivante : "La théorie mathématique des jeux et son application à la formation des médecins (Mathematical Game Theory as Applied to Physician Education)". Puis, il s'entretient avec le groupe durant une heure suivie d'une demi-heure d'échanges. On demande par la suite aux participants d'évaluer la conférence.
La conférence fut présentée trois fois devant un total de 55 personnes. Ces dernières ont généralement évalué très positivement la conférence et aucune n'a détecté que cette dernière était, en réalité, un canular récité avec autorité et conviction par un acteur (Dr. Fox) ayant appris par cœur un texte truffé de jargon, tissé de sophismes et n'ayant aucune base valable.
Dans une récente critique concernant l'évaluation de l'enseignement faite par les étudiants, la professeure de droit Deborah Merritt a résumé l'effet Dr. Fox tel qu'observé dans l'expérience : 

« Les expérimentateurs ont créé une conférence bidon sur La théorie mathématique des jeux et son application à la formation des médecins et ont entraîné l'acteur à donner cette dernière « avec une utilisation excessive du double langage (en), de néologismes, de non sequitur et d'affirmations contradictoires ». Au même moment, les chercheurs ont encouragé l'acteur à adopter un comportement vif et chaleureux avec le public et d'utiliser l'humour pour passer ses commentaires absurdes. […] Fox n'a pas trompé seulement un, mais trois publics différents de professionnels et étudiants de troisième cycle. Malgré la vacuité de la conférence du Dr. Fox, cinquante-cinq psychiatres, psychologues, éducateurs, étudiants de troisième cycle et autres professionnels l'ont évaluée de manière très positive. […] La caractéristique troublante de l'étude du Dr. Fox est, comme l'ont noté les expérimentateurs, que le comportement non verbal de Fox a complètement masqué une présentation confuse, jargonnée et sans signification. »

— Deborah Merritt

## L'acteur
Certaines sources prétendent que le docteur Myron L. Fox a été joué par l'acteur américain Michael Fox, en conservant le nom de famille et en lui accolant simplement un titre de docteur.